# Nelson Falcão
Nelson Falcão, född den 30 april 1946 i Rio de Janeiro, är en brasiliansk seglare.
Han tog OS-brons i starbåt i samband med de olympiska seglingstävlingarna 1988 i Seoul.